# Бандерівські читання
Бандерівські читання — щорічна науково-практична конференція, заснована недержавним аналітичним центром «Українські студії стратегічних досліджень» з метою закладення основ новітнього українського націоналізму та напрацювання стратегії реагування української держави на виклики глобалізму, які з'являються у світі.

## Започаткування
Бандерівські читання проводяться в останні дні січня — перші дні лютого, коли в 1929 р. було створено Організацію Українських націоналістів як рух, що поставив за мету встановлення Української соборної самостійної держави, її збереження та розвиток.
Перші «Бандерівські читання» пройшли в розпал Революції гідності в Києві в актовій залі Київради з нагоди 85-ї річниці створення Організації Українських Націоналістів та 105-ї річниці з дня народження Степана Бандери.

## Хронологія

### І Бандерівські читання
Дата: 1 лютого 2014 р.
Місце: актова зала Київради
Учасники: Стефан Романів, Богдан Червак, Олег Тягнибок, Іван Патриляк, Ярослав Сватко, Микола Посівнич, Ірина Фаріон, Олександр Сич, Юрій Сиротюк, Віктор Рог, Василь Овсієнко, Ігор Ісіченко, Тарас Силенко

### ІІ Бандерівські читання
Тема: "Якою має бути Українська Самостійна Соборна Держава в XXI столітті та «питання Москви»
Дата: 2 лютого 2015 р.
Місце: Науково-дослідний інститут українознавства
Учасники: Юрій Сиротюк, Богдан Галайко, Сергій Квіт, Богдан Червак, Олег Тягнибок, Олександр Сич, Віктор Рог, Петро Іванишин, Андрій Іллєнко, Олег Баган, Ірина Фаріон, Ігор Загребельний, Ростислав Мартинюк, Леонтій Шипілов, Євген Костюк, Василь Деревінський, Юрій Олійник, Юрій Фігурний, Іван Окоєв
Видання: Бандерівські читання. Матеріали перших та других Бандерівських читань / Упор. Т. І. Бойко, Ю. М. Сиротюк. — Київ — Івано-Франківськ: Місто НВ, 2015. — 200 с.

### III Бандерівські читання
Тема: «Візія Української держави в ідеології українського націоналізму»
Дата: 3 лютого 2016 р.
Місце: Будинок вчителя
Учасники: Богдан Галайко, Максим Стріха, Володимир Тиліщак, Стефан Романів, Ярослав Дума, Богдан Червак, Олег Тягнибок, Олександр Сич, Віктор Рог, Петро Іванишин, Іван Патриляк, Василь Деревінський, Микола Посівнич, Олег Баган, Олександер Ситник, Павло Гай-Нижник, Юрій Щур, Григорій Рій, Ярослав Сватко, Юрій Сиротюк, Юрій Михальчишин, Сергій Здіорук, Ігор Загребельний, Юрій Олійник, Андрій Іллєнко, Андрій Мохник, Дмитро Савченко, Ірина Фаріон, Ростислав Мартинюк, Юрій Ноєвий, В'ячеслав Гнатюк, Михайло Гордієнко, Іван Фацинець, Віталій Нечеса, Петро Захарченко
Видання: Треті Бандерівські читання "Візія Української держави в ідеології українського націоналізму: збірник матеріалів (3 лютого 2016 р., м. Київ) / Упор. Т. Бойко, Б. Галайко, Ю. Сиротюк. — Київ — Івано-Франківськ: Місто НВ , 2016. — 394 с.

### IV Бандерівські читання[2]
Тема: «Як завершити українську національну революцію»
Дата: 2 лютого 2017 р.
Місце: Будинок вчителя
Учасники: Богдан Галайко, Юрій Сиротюк, Володимир Тиліщак, Олександр Сич, Віктор Шишкін, Богдан Червак, Сергій Здіорук, Ірина Фаріон, Віктор Рог, Олег Тягнибок, Андрій Тарасенко, Андрій Мохник, Богдан Тицький, Олег Куцин, Андрій Іллєнко, Михайло Степико, Юрій Олійник, Юрій Ноєвий, Михайло Гордієнко, Олександер Ситник, Олег Вітвицький, Володимир Сергійчук, Олексій Курінний, Валентина Попова, В'ячеслав Попов, Сергій Зубченко, Юрій Щур, Ольга Хмільовська, Михайло Хай
Події: Всеукраїнський конкурс студентських та аспірантських есе «Перспективи Української національної революції у ХХІ ст.», переможцями якого стали: історик Михайло Галущак, політолог Тарас Попов та філософ Ігор Загребельний.
Видання: Четверті Бандерівські читання «Як завершити Українську національну революцію»: збірник матеріалів (2 лютого 2017 р., м. Київ) / Упор. Т. Бойко, Б. Галайко, Ю. Сиротюк. — К.: Видавництво «Промінь», 2017. — 416 с. [Архівовано 5 лютого 2021 у Wayback Machine.]

### V Бандерівські читання
Тема: «Місія України та національні інтереси в глобалізованому світі: візія націоналістів»
Дата: 9 лютого 2018 р.
Місце: актова зала Київради
Учасники: Олег Тягнибок, Олександр Сич, Петро Іванишин, Андрій Холявка, Олексій Бешуля, Микола Посівнич, Галина Стародубець, Соломія Фаріон, Леонтій Шипілов, Михайло Галущак, Ігор Ляльков, Юрій Черкашин, Юрій Сиротюк, Олег Баган, Юрій Міндюк, Сергій Пархоменко, Тарас Попов, Юрій Гончаренко, Юрій Олійник, Олексій Усенко, Павло Сацький, Михайло Степико, Костянтин Денисов, Василь Деревінський, Євген Костюк, Валентина Попова, Валентин Попов, Тарас Ткачук, Юрій Ноєвий, Даце Кальніна, Сергій Зубченко, Сергій Здіорук, Анастасія Сичова, Михайло Гордієнко, Андрій Білецький, Олександр Алфьоров, Олена Семеняка
Події: Всеукраїнський конкурс есе для молодих науковців «Чи здатна Україна на власний геополітичний проект: місія України та національні інтереси в глобалізованому світі», переможцями якого стали: Вадим Прокопов, аспірант кафедри історії України Дніпровського національного університету імені Олеся Гончара (І місце), Антон Твердовський, аспірант кафедри новітньої історії України Запорізького національного університету (ІІ місце), Олександр Чупак, студент 2-го курсу Селкірк Коледж (Selkirk College), Каслґар, Канада (ІІІ місце)
Видання: Місія України та національні інтереси в глобалізованому світі: візія націоналістів. Збірник матеріалів П'ятих Бандерівських читань (9 лютого 2018 р., м. Київ) / Упор. Т. Бойко, Б. Галайко, Ю. Сиротюк. — Київ–Львів: Недержавний аналітичний центр «УССД» — Видавництво «Астролябія», 2018. — 608 с. [Архівовано 8 травня 2021 у Wayback Machine.]

### VI Бандерівські читання[3]
Тема: «Економічний націоналізм та соціальна справедливість»
Дата: 1 лютого 2019 р.
Місце: актова зала Київради
Учасники: Юрій Сиротюк, Стефан Романів, Богдан Червак, Степан Брацюнь, Андрій Тарасенко, Руслан Кошулинський, Йосиф Ситник, Михайло Головко, Володимир Панченко, Валентина Попова, В'ячеслав Попов, Костянтин Денисов, Олег Баган, Михайло Гордієнко, Тарас Ткачук, Євген Костюк, Анатолій Кравець, Леонід Поляков, Олександр Чупак, Еліза Асланова, Олексій Бешуля, Сергій Надал, Руслан Марцінків, Олександр Симчишин
Видання: ЕКОНОМІЧНИЙ НАЦІОНАЛІЗМ ТА СОЦІАЛЬНА СПРАВЕДЛИВІСТЬ. Збірник матеріалів Шостих Бандерівських читань. Київ, 1 лютого 2019 р. / Упор. Т. Бойко, Ю. Сиротюк, Б. Галайко, К. Денисов. — К.: НАЦ «УССД», «Видавець Олег Філюк», 2019. — 320 с. [Архівовано 6 лютого 2021 у Wayback Machine.]

### VII Бандерівські читання
Тема: «Націоналізм VS глобалізм: нові виклики»
Дата: 8 лютого 2020 р.
Місце: Сесійна зала та кулуари Київради
Учасники: Юрій Сиротюк, Олег Тягнибок, Віктор Рог, Андрій Тарасенко, Іван Патриляк, Олександр Сич, Володимир Василенко, Петро Іванишин, Андрій Іллєнко, Ірина Фаріон, Олег Баган, Ростислав Мартинюк, Йосиф Ситник, Костянтин Денисов, Віктор Шишкін, Андрій Холявка, Юрій Олійник, Василь Деревінський, Денис Івашин
Відеозвіт: VII Бандерівські читання • Націоналізм vs. глобалізм: нові виклики / Усі виступи і доповіді [Архівовано 6 лютого 2021 у Wayback Machine.]
Видання: НАЦІОНАЛІЗМ VS ГЛОБАЛІЗМ: НОВІ ВИКЛИКИ. Збірник матеріалів Сьомих Бандерівських читань. Київ, 8 лютого 2020 р. / упор. Ю. Сиротюк, Т. Бойко, Ю. Олійник. Київ: Недержавний аналітичний центр «УССД» — ТОВ «Основа», 2020. — 368 с.

### VIII Бандерівські читання[5]
Тема: «Український націоналізм в сучасному ідеологічному протистоянні»
Дата: 30 січня 2021 р.
Місце: Інформаційно-виставковий центр Музею Майдану
Учасники: Юрій Сиротюк, Олег Тягнибок, Стефан Романів, Богдан Ходаківський, Альона Талстая, Сергій Надал, Руслан Марцінків, Олександр Симчишин, Віктор Рог, Олександр Сич, Михайло Головко, Ігор Плохой, Олександр Чупак, Петро Іванишин, Андрій Холявка, Олег Баган, Юрій Олійник, Ірина Фаріон, Ігор Загребельний, Богдан Бутковський, Євген Букет, Ростислав Мартинюк, Андрій Ковальов, Василь Деревінський, Микола Кравченко, Костянтин Денисов, Станіслав Ткачук
Події: Презентація книги Степана Бандери «Перспективи української революції» за участі редакторів-упорядників видання.
Відеозвіт: VIII Бандерівські читання: Український націоналізм в сучасному протистоянні / Усі виступи і доповіді [Архівовано 11 лютого 2021 у Wayback Machine.]
Видання: УКРАЇНСЬКИЙ НАЦІОНАЛІЗМ У СУЧАСНОМУ ІДЕОЛОГІЧНОМУ ПРОТИСТОЯННІ. Збірник матеріалів Восьмих Бандерівських читань. / упор. Ю. Сиротюк, Т. Бойко, Ю. Олійник. Київ: Недержавний аналітичний центр «УССД» — ТОВ «Основа-Принт Плюс», 2021. — 352 с.

### IX Бандерівські читання[6]
Тема: «Світ ідей Степана Бандери та виклики XXI століття»
Дата: 5 лютого 2022 р.
Місце: Інформаційно-виставковий центр Музею Майдану
Учасники: Юрій Сиротюк, Олег Тягнибок, Стефан Романів, Олександр Сич, Михайло Головко, Петро Іванишин, Віктор Рог, Юрій Олійник, Олександр Чупак, Тарас Плахтій, Богдан Галайко, Андрій Тарасенко, Євген Карась, Андрій Мохник, Василь Деревінський, Ірина Фаріон, Сергій Неділько, Андрій Холявка, Олександр Вовк.
Події: презентація матеріалів із архіву українського націоналістичного підпілля організаційної реферантури ОУН-УПА Подільського краю — 1948—1951 рр.; презентація книги «Євген Коновалець та його доба».
Відеозвіт: IX Бандерівські читання: Світ ідей Степана Бандери та виклики XXI століття — Усі виступи і доповіді

### X Бандерівські читання[7]
Тема: «Філософія української перемоги. Візія Великої України»
Дата: 10 лютого 2023 р.
Місце: Інформаційно-виставковий центр Музею Майдану / онлайн-включення
Учасники: Юрій Сиротюк, Олег Тягнибок, Богдан Галайко, Андрій Тарасенко, Євген Карась, Михайло Галущак, Андрій Рудик та інші.
Події: презентація збірника наукових робіт та есеїв «Філософія української перемоги. Візія Великої України».
Відеозвіт: Х Бандерівські читання «Філософія української перемоги. Візія Великої України»

### XI Бандерівські читання[8]
Тема: «Ліквідація російської імперії»
Дата: 10 лютого 2024 р.
Місце: Трансляція наживо
Учасники: Юрій Сиротюк, Януш Бугайський, Ростислав Мартинюк, Юрій Олійник, Олександр Чупак.
Події: Оголошення переможців конкурсу есе для молоді «Світ без росії», презентація книги «Ліквідація російської імперії» українською й англійською мовами.
Відеозвіт: Ліквідація російської імперії: слабкі точки московії та перспективи для світу | Бандерівські читання

### XIІ Бандерівські читання[9]
Тема: «Свобода народам! Свобода людині! — історія та перспективи визвольної боротьби поневолених росією народів»
Дата: 8 — 9 лютого 2025 р.
Місце: Музей Революції Гідності
Учасники: Юрій Сиротюк, Олег Медуниця, Олександр Музичко, Ростислав Мартинюк, Євген Букет, Юрій Олійник, Олександр Чупак, Руслан Габбасов (онлайн), Рафіс Кашапов (онлайн) та ін.
Події: Оголошення переможців конкурсу есе для молоді «Свобода народам! Свобода людині! — історія та перспективи визвольної боротьби поневолених росією народів», експертна дискусія «Історія та перспективи визвольної боротьби поневолених росією народів. Погляд молодих науковців», дискусійна панель викладачів та випускників Університету вільних народів під назвою «Актуальні питання національно-визвольної боротьби поневолених росією народів на сучасному етапі», презентація книги «Недобровільне приєднання: історія визвольної боротьби поневолених росією народів».
Відеозвіт: ХІІ Бандерівські читання. День 1; ХІІ Бандерівські читання. День 2

## Значення
Сергій Квіт, міністр освіти і науки України, 3 лютого 2016: 
| «Бандера повинен бути не просто символом. Його постать слід досліджувати науково. Наукові конференції мають не повторювати давно знане, а постійно відкривати щось нове. Сподіваюся, що кожного року бандерівські читання додаватимуть якусь новизну й українській науці, й українській політиці». |
Олег Тягнибок, голова ВО «Свобода», 22 вересня 2018: 
| «Бандерівські читання - це не просто обмін думками, чи клуб за інтересами. Бандерівські читання - це наукова конференція, яка має практичний результат. За останні 5 років на основі напрацювань Бандерівських читань у Парламенті було зареєстровано приблизно 30 законопроектів». |
Степан Брацюнь, голова Конгресу українських націоналістів, 1 лютого 2019: 
| «Бандерівські читання» дають можливість побачити минуле, вивчити його, а також виробити чітку стратегію нашого сьогодення і будувати її в майбутнє. Сучасне єднання націоналістичних сил — є наслідком «Бандерівських читань», бо саме на цьому майданчику ми об'єдналися, почали творити разом і дивитися в перспективу».[10] |
Юрій Сиротюк, голова НАЦ «Українські студії стратегічних досліджень», 30 січня 2021: 
| «Бандерівські читання» - це не проголошення некрологів на цвинтарі розстріляних ілюзій. Не догматичне повторювання тез, а майданчик ідей, що народять чини. Перестаньмо бути скромними! Україна потребує вагітності від наших ідей. А ще більше потребує чинів. Світ потребує великої України, а не ніякої. А українці потребують великої ідеї і великої боротьби. Ніколи не погоджуймося на менше![11] |